# Vaiala Tongan
Vaiala Tongan ist ein Fußballklub aus Amerikanisch-Samoa.

## Geschichte
Der Klub wurde laut RSSSF im Jahr 2017 gegründet und spielt seitdem im Spielbetrieb der FFAS Senior League. Es lassen sich aber bereits in der Saison 2011 Saisonaufzeichnungen einer Mannschaft mit dem Namen finden. Nach einer Einführung einer zweiten Liga spielte das Team dann zwei Jahre dort und stieg zur Spielrunde 2014 wieder in die erste Liga auf. Eine Saison später wurde die Mannschaft dann vom Spielbetrieb ausgeschlossen, trat aber in der Folgesaison 2016 wieder an und erreichte mit Platz fünf die Playoffs um die Meisterschaft, in welchen man jedoch Letzter wurde. In der Saison 2017 stellte der Klub dabei sogar zwei Mannschaften (A und B). Nachdem es dann in der Saison 2019 wieder für die Playoffs gereicht hatte, gelang der Mannschaft des Klubs in der ohne Playoffs ausgetragenen Spielzeit 2021 erstmals die Meisterschaft.
Als Mannschaft auf dem fünften Platz der Playoffs um die Meisterschaft der Saison 2023 wurde die Mannschaft vom nationalen Verband für die Qualifikationsphase der OFC Champions League 2024 nominiert. In den drei Gruppenspielen musste die Mannschaft in ihrer Gruppe 41 Gegentore hinnehmen und konnte dabei kein einziges selbst erzielen.